# Mateusz Gamrot
Mateusz Gamrot (ur. 11 grudnia 1990 w Bielsku-Białej) – polski zapaśnik i zawodnik mieszanych sztuk walki (MMA). Dwukrotny mistrz Europy w amatorskim MMA z 2012 oraz 2013. W latach 2016–2020 międzynarodowy mistrz KSW w wadze lekkiej oraz w latach 2018–2020 międzynarodowy mistrz KSW w wadze piórkowej. Aktualnie związany z UFC.

## Życiorys
Gamrot urodził się w Bielsku-Białej, jednak dość szybko przeprowadził się z rodziną do Kudowy-Zdrój, gdzie mieszkał i dorastał. W gimnazjum przeniósł się z rodzinnej Kudowy do Milicza. Jako 20-latek przeprowadził się na stałe do Poznania. W sierpniu 2021 poślubił żonę Agatę, z którą ma dwójkę dzieci.

## Przeszłość sportowa
W wieku gimnazjalnym przeprowadził się do internatu w Miliczu, by tam trenować zapasy w stylu wolnym. Ucząc się w technikum, należał do kadry narodowej, zdobywał medale juniorskich i młodzieżowych mistrzostw Polski.
Od 2002 roku rozpoczął przygodę ze sportami walki, zaczynając od zapasów. W tym okresie odniósł wiele sukcesów w Polsce i na arenie międzynarodowej. Stoczył ponad 300 pojedynków na macie, walcząc między innymi na Mistrzostwach Europy i Świata. Od 2011 roku trenuje mieszane sztuki walki (grappling, muay thai, brazylijskie jiu jitsu, zapasy, boks). Swoje doświadczenie treningowe zdobywał pod okiem doskonałego trenera Andrzeja Kościelskiego – Mistrza Świata w zapasach.
Dwa razy z rzędu (2013,2014) zdobywał złoty medal na Mistrzostwach Polski w brazylijskim jiu-jitsu w kat. purpurowych pasów (Luboń). W 2014 roku wygrał Mistrzostwa Europy ADCC w kat. do 77 kg.
18 lutego 2017 podczas gali Poznań Fight Night zremisował grapplerski pojedynek z przyjacielem Borysem Mańkowskim. W lipcu 2021 roku został nominowany do czarnego pasa brazylijskiego jiu jitsu.

## Kariera MMA

### Wczesna kariera
W 2012 zdobył złoty medal na Mistrzostwach Europy w amatorskim MMA (Bruksela) a rok później obronił tytuł mistrzowski ponownie zdobywając złoto w kategorii 70 kg (Budapeszt).
W zawodowym MMA zadebiutował 4 lutego 2012 na gali XFS – Night of Champions, wygrywając przed czasem z pochodzącym z Czeczenii – Arbim Szamajewem. Do końca roku stoczył dla tej federacji jeszcze dwa zwycięskie pojedynki po czym związał się z KSW.

### Początki w KSW i walka dla Cage Warriors
8 czerwca 2013 stoczył pierwszą walkę w KSW, pokonując Mateusza Zawadzkiego przez TKO. 
28 września na KSW 24 zastąpił w karcie walk kontuzjowanego Macieja Jewtuszkę i zmierzył się z byłym zawodnikiem UFC – Andre Winnerem. Po zaciętym boju zwyciężył jednogłośną decyzją sędziów. 
Na gali KSW 27, które odbyło się 17 maja 2014 w Ergo Arenie zmierzył się z Jeffersonem George’em. Zwyciężył przez jednogłośną decyzję sędziów (2 x 30-27, 30-26). 
13 września 2014 stoczył swój pierwszy zagraniczny pojedynek dla brytyjskiej organizacji Cage Warriors. Podczas Cage Warriors 72 w Newport pokonał Walijczyka Tima Newmana przez poddanie w 1 rundzie.

### Dalsze walki w KSW

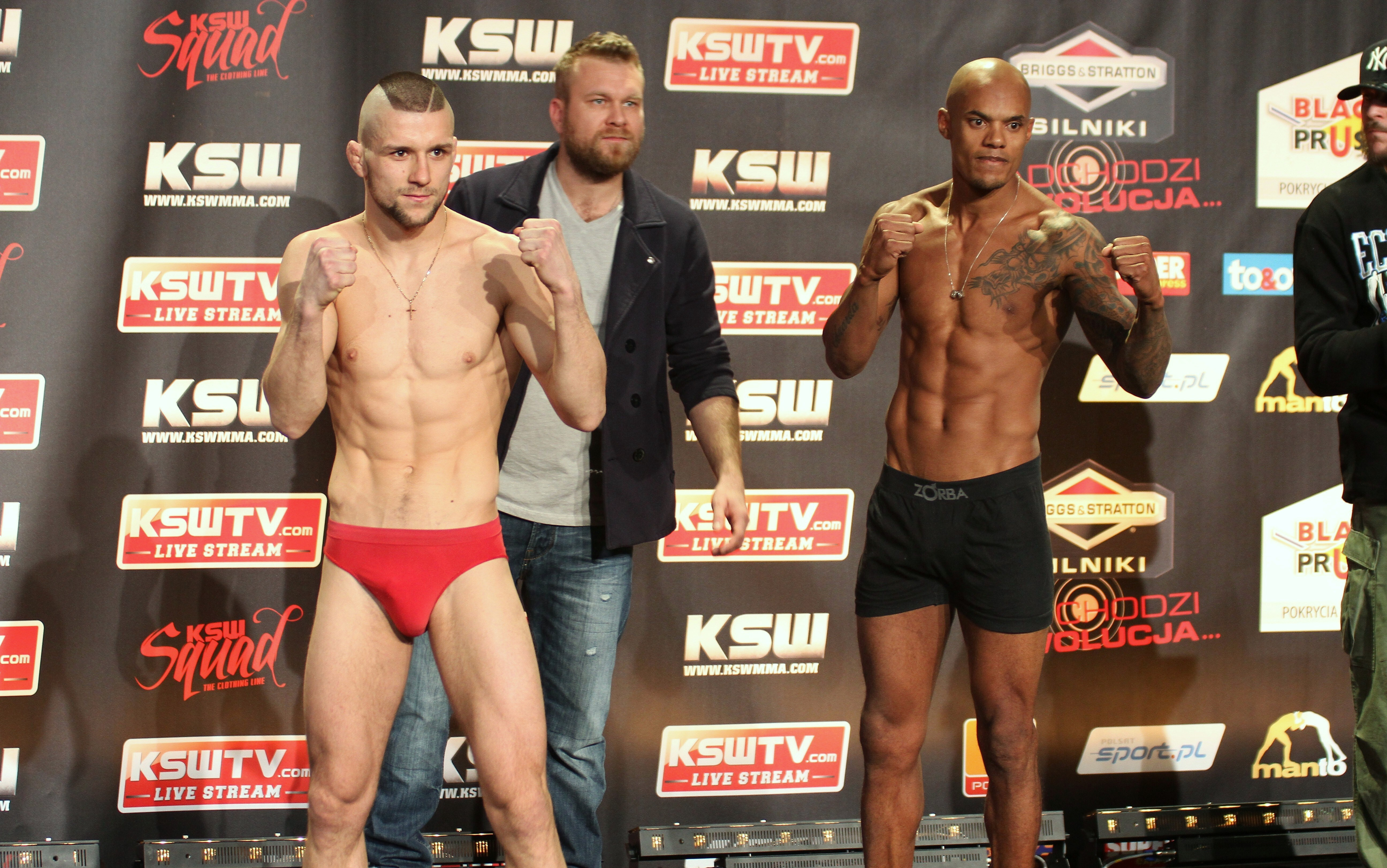
Gamrot podczas ceremonii ważenia przed walką z Rodrigo Cavalheiro na gali KSW 30.

Do polskiej organizacji powrócił 6 grudnia 2014 roku. Na gali KSW 29 pokonał Łukasza Chlewickiego przez jednogłośną decyzję sędziów.
21 lutego 2015 na gali KSW 30 stoczył walkę z Brazylijczykiem, Rodrigo Cavalheiro Correia. Zwyciężył przez TKO na 6 sekund przed końcowym gongiem. Po walce został nagrodzony pierwszym bonusem, w kategorii nokaut wieczoru.
Na gali KSW 32: Road to Wembley pokonał Marifa Pirajewa przez TKO w drugiej rundzie, odnosząc dziesiąte zwycięstwo z rzędu na początku swojej kariery.
27 maja 2016 na gali KSW 35 stoczył pojedynek o pas mistrza KSW w wadze lekkiej z byłym mistrzem brytyjskiej BAMMA i rosyjskiej M-1 Global Francuzem Mansourem Barnaouim. Walkę zwyciężył po trzyrundowym pojedynku. Pojedynek nagrodzono bonusem za najlepszą walkę wieczoru.
Do pierwszej obrony tytułu przystąpił 1 października 2016 roku na gali KSW 36: Materla vs. Palhares, mierząc się z Renato Gomesem Gabrielem. Gamrot udanie obronił tytuł, pokonując Brazylijczyka przez poddanie drugiej rundzie.
27 maja 2017 roku zmierzył się z byłym zawodnikiem UFC – Normanem Parke na gali KSW 39: Colosseum. Wygrał walkę przez jednogłośną decyzję.
Do rewanżu obu zawodników doszło na KSW 40: Dublin, które odbyło się 2 października 2017. W czwartej rundzie walka została przerwana z powodu przypadkowych faulów w oczy, które uniemożliwiły Parke’owi kontynuowanie walki. Po walce Parke popchnął Borysa Mańkowskiego, który był w narożniku Gamrota. W odpowiedzi asystujący Gamrotowi Marcin Bilman uderzył Parke’a. W rezultacie Gamrot został ukarany zabraniem mu 30% gaży, a Bilman otrzymał dwuletni zakaz wstępu na gale KSW.
3 marca 2018 roku na gali KSW 42: Khalidov vs. Narkun, Gamrot pokonał Grzegorza Szulakowskiego przez poddanie (americane) w czwartej rundzie, broniąc mistrzostwa KSW w wadze lekkiej.
1 grudnia 2018 na gali KSW 46 zawalczył o drugi pas, tym razem kategorii piórkowej, ze specjalistą od poddań Kleberem Koike Erbstem. Po pięciorundowej dominacji zwyciężył pojedynek, zdobywając drugą koronę organizacji.
17 maja 2019 w filmie na kanale Borysa Mańkowskiego na serwisie YouTube ogłosił, że zwakował swoje dwa pasy i nie przedłużył kontraktu z federacją KSW.
6 marca 2020 federacja KSW poinformowała o powrocie Gamrota do organizacji. Podwójny mistrz KSW miał powrócić podczas gali KSW 53 w Łodzi, w pojedynku z Brazylijczykiem Edimilsonem Souzą, ale w związku z pandemią koronawirusa gala została odwołana.
11 lipca 2020 w walce wieczoru podczas gali KSW 53 stoczył trzeci pojedynek z Normanem Parke. Polak zwyciężył pojedynek w 3. rundzie przez TKO (przerwanie przez lekarza).
29 sierpnia 2020 na gali KSW 54: Gamrot vs. Ziółkowski stoczył swój ostatni w kontrakcie z KSW pojedynek z Marianem Ziółkowskim, który zastąpił kontuzjowanego Szamila Musajewa. Po 5-rundowym pojedynku Gamrot wygrał jednogłośną decyzją sędziów.

### UFC
Od 17 września 2020 zawodnik Ultimate Fighting Championship (UFC). Podczas debiutu dla tej organizacji 17 października 2020 przegrał swój pierwszy pojedynek z Gruzinem – Guramem Kutateladze przez niejednogłośną decyzją sędziów. Pojedynek nagrodzono bonusem za walkę wieczoru. Pierwotnie podczas tej gali Gamrot miał się zmierzyć z Rosjaninem Magomiedem Mustafajewem, który wycofał się z walki z nieujawnionych powodów.
10 kwietnia 2021 na UFC on ABC: Vettori vs. Holland po raz drugi wszedł do klatki amerykańskiego giganta. Jego przeciwnikiem był Scott Holtzman. Polak znokautował rywala w 2. rundzie ciosami w parterze, notując tym samym pierwsze zwycięstwo w UFC. Zwycięstwo przyniosło mu bonus za występ wieczoru.
17 lipca 2021 w trzeciej walce dla UFC zwyciężył pojedynek poddając w 1. rundzie kimurą wieloletniego weterana organizacji Jeremy’ego Stephens’a. Kimura którą Gamer poddał Amerykanina okazała się najszybszą w historii federacji UFC. Efektowne poddanie nagrodzono bonusem za występ wieczoru.
Podczas gali UFC Fight Night: Lewis vs. Daukaus, która odbyła się 18 grudnia 2021 roku zmierzył się z Brazylijczykiem Carlosem Diego Ferreirą. Pojedynek zwyciężył przez techniczny nokaut w 2 rundzie, gdzie będąc za plecami posłał potężne kolano na żebra rywala odbierając mu chęci do kontynuowania pojedynku.
26 czerwca 2022 (wydarzenie rozpoczęło się dzień wcześniej) podczas walki wieczoru gali UFC Fight Night: Tsarukyan vs. Gamrot stoczył walkę z  Armanem Carukjanem. Po wyrównanej walce na pełnym dystansie pięciu rund pokonał Ormanina jednogłośną decyzją sędziów. Po walce obaj otrzymali bonus za najlepszą walkę wieczoru. Po wygranej znalazł się na 8. miejscu wśród pretendentów w rankingu kategorii lekkiej, wyprzedzając innymi Conora McGregora.
Podczas gali UFC 280, która odbyła się 22 października 2022 roku stoczył walkę z urodzonym w Iranie Amerykaninem, Beneilem Dariushem. Po trzech rundach musiał uznać wyższość rywala, przegrywając przez jednogłośną decyzję sędziów, którzy punktowali 2 x 30-27 oraz 29-28 w stosunku dla Dariusha. Mimo przegranej, Gamrot przesunął się z dziewiątego na ósme miejsce w rankingu kategorii lekkiej.
4 marca 2023 roku na UFC 285 zmierzył się z Amerykaninem Jalinem Turnerem, zastępując kontuzjowanego Dana Hookera.  Zwyciężył niejednogłośną decyzją sędziowską (29-28, 28-29, 30-27).

Plakat starcia Fiziev-Gamrot.

W walce wieczoru gali UFC Fight Night: Fiziev vs. Gamrot, która odbyła się 23 września 2023 w Las Vegas doszło do jego walki z Rafaelem Fizievem. Wygrał przez techniczny nokaut w drugiej rundzie, po tym, jak jego rywal nabawił się kontuzji kolana.
21 października 2023 miał zostać rezerwowym zastępstwem w razie wypadnięcia jednego z bohaterów walki mistrzowskiej na gali UFC 294. 11 października po wypadnięciu Charlesa Oliveiry nieoczekiwanie nowym zawodnikiem, który zawalczy z Isłamem Machaczewem został nie Gamrot a Alexander Volkanovski.
9 marca 2024 podczas UFC 299 w Miami zmierzył się z byłym mistrzem kategorii lekkiej UFC, Rafaelem dos Anjosem. Zwyciężył przez jednogłośną decyzję sędziów. Po tej wygranej Gamrot awansował do Top 5 oficjalnego rankingu UFC w wadze lekkiej.
W następnej walce, którą stoczył 17 sierpnia 2024 na UFC 305 w australijskim Perth zmierzył się z Danem Hookerem. Mimo pozycji dużego faworyta pojedynku przegrał z Nowozelandczykiem niejednogłośnie na kartach punktowych. Dwóch sędziów wypunktowało zwycięstwo dla Hookera, zaś jeden dla Gamrota. 9 z 16 przedstawicieli mediów wskazało na zwycięstwo Gamrota. Po walce obaj zawodnicy otrzymali od organizacji bonus za walkę wieczoru. Gamrot po tej porażce zanotował spadek oficjalnym rankingu UFC, spadając aż o 3 pozycję.
Pod koniec kwietnia 2025 roku, podpisał kontrakt na 11 walkę w UFC. 31 maja 2025 podczas walki wieczoru gali UFC on ESPN: Gamrot vs. Klein w Las Vegas, zawalczył ze Słowakiem, Ludovitem Kleinem. Zwyciężył pojedynek jednogłośnie na kartach punktowych.

## Osiągnięcia

### Mieszane sztuki walki
Zawodowe
- Konfrontacja Sztuk Walki
  - 2016-2020: międzynarodowy mistrz KSW w wadze lekkiej (-70 kg)
  - 2018-2019: międzynarodowy mistrz KSW w wadze piórkowej (-66 kg)
- Ultimate Fighting Championship
  - 2021: Najszybsze poddanie przez kimurę w historii UFC[55]
  - 2024: Zawodnik Top 5 UFC w wadze lekkiej[74]
- Herakles
  - 2022: Herakles w kategorii zawodnik roku oraz zawodnik roku publiczności z 2021 roku[84]
  - 2023: Herakles w kategorii zawodnik roku publiczności oraz walka roku z 2022 roku[85]

Amatorskie
- 2011: Otwarte Mistrzostwa Polski w MMA – 1 miejsce w kat. -73 kg (Teresin)
- 2012: Mistrzostwa Europy w MMA (FILA) – 1 miejsce w kat. -71 kg (Bruksela)
- 2013: Mistrzostwa Europy w MMA (FILA) – 1 miejsce w kat. -70 kg (Budapeszt)

### Zapasy[86][87][88]
- 2008: II Puchar Polski seniorów – 3. miejsce w kat. 66 kg, st. wolny (Brzeg Dolny)
- 2009: Międzynarodowe Mistrzostwa Polski juniorów – 2. miejsce w kat. 66 kg, st. wolny (Kraśnik)
- 2009: Mistrzostwa Polski juniorów – 3. miejsce w kat. 66 kg, st. wolny (Krotoszyn)
- 2010: Młodzieżowe Mistrzostwa Polski – 1. miejsce, st. wolny
- 2010: Mistrzostwa Polski juniorów – 2. miejsce w kat. 74 kg, st. wolny (Brzeźnica)

### Grappling
- 2012: II Mistrzostwa Polski No-Gi – 1 miejsce w kat. 74 kg, niebieskie pasy (Luboń)
- 2013: Mistrzostwa Europy w grapplingu FILA – 1 miejsce no-gi
- 2013: Mistrzostwa Polski w grapplingu – 1 miejsce w kat. 77 kg (Poznań)
- 2013: III Mistrzostwa Polski No-Gi – 1 miejsce w kat. purpurowych pasów (Luboń)
- 2014: IV Mistrzostwa Polski No-Gi – 1 miejsce w kat. purpurowych pasów (Luboń)
- 2014: Mistrzostwa Europy ADCC – 1 miejsce w kat. 77 kg (Sofia)
- 2015: Mistrzostwa Wielkiej Brytanii NAGA – 1. miejsce w kat. 79,5 kg oraz 1. miejsce w kat. 79,5 kg no-gi (Londyn)[89]
- 2015: Mistrzostwa Europy ADCC – 3. miejsce w kat. 76,9 kg (Turku)[90]
- 2016: VI Mistrzostwa Polski No-Gi – 1. miejsce w kat 79,5 kg, purpurowe pasy (Luboń)[91]
- 2016: XII Mistrzostwa Polski ADCC – 1. miejsce w kat. 76,9 kg[92]
- 2018: Mistrzostwa Europy ADCC – 2. miejsce w kat. 77 kg[93]
- 2019: Mistrzostwa Europy ADCC – 1. miejsce w kat. 77 kg (Sofia)[94]
- 2021: Czarny pas w brazylijskim jiu-jitsu[95]

## Lista zawodowych walk MMA
| Wynik     | Bilans   | Przeciwnik (bilans przed walką)   | Rozstrzygnięcie                                                     | Runda | Czas | Rozgrywki                                     | Data       | Miejsce      | Uwagi |
| --------- | -------- | --------------------------------- | ------------------------------------------------------------------- | ----- | ---- | --------------------------------------------- | ---------- | ------------ | --- |
| Wygrana   | 25-3 (1) | Ľudovít Klein (23-4-1)            | Decyzja (jednogłośna)                                               | 3     | 5:00 | UFC on ESPN: Gamrot vs. Klein                 | 31.05.2025 | Las Vegas    | Main Event |
| Przegrana | 24-3 (1) | Dan Hooker (23-12)                | Decyzja (niejednogłośna)                                            | 3     | 5:00 | UFC 305                                       | 17.08.2024 | Perth        | Bonus za walkę wieczoru. |
| Wygrana   | 24-2 (1) | Rafael dos Anjos (32-15)          | Decyzja (jednogłośna)                                               | 3     | 5:00 | UFC 299                                       | 09.03.2024 | Miami        | |
| Wygrana   | 23-2 (1) | Rafael Fiziev (12-2)              | TKO (kontuzja kolana)                                               | 2     | 2:58 | UFC Fight Night: Fiziev vs. Gamrot            | 23.09.2023 | Las Vegas    | Main Event |
| Wygrana   | 22-2 (1) | Jalin Turner (13-5)               | Decyzja (niejednogłośna)                                            | 3     | 5:00 | UFC 285                                       | 04.03.2023 | Las Vegas    | |
| Przegrana | 21-2 (1) | Beneil Dariush (21-4-1)           | Decyzja (jednogłośna)                                               | 3     | 5:00 | UFC 280                                       | 22.10.2022 | Abu Zabi     | |
| Wygrana   | 21-1 (1) | Arman Carukjan (18-2)             | Decyzja (jednogłośna)                                               | 5     | 5:00 | UFC on ESPN: Tsarukyan vs. Gamrot             | 26.06.2022 | Las Vegas    | Bonus za walkę wieczoru. Main Event |
| Wygrana   | 20-1 (1) | Carlos Diego Ferreira (17-4)      | TKO (poddanie się po kolanie na korpus)                             | 2     | 3:26 | UFC Fight Night: Lewis vs. Daukaus            | 18.12.2021 | Las Vegas    | |
| Wygrana   | 19-1 (1) | Jeremy Stephens (28-18)           | Poddanie (kimura)                                                   | 1     | 1:05 | UFC on ESPN: Makhachev vs. Moisés             | 17.07.2021 | Las Vegas    | Bonus za występ wieczoru. Najszybsze poddanie przez kimurę w historii UFC. |
| Wygrana   | 18-1 (1) | Scott Holtzman (14-4)             | KO (prawy krzyżowy i ciosy pięściami w parterze)                    | 2     | 1:22 | UFC on ABC: Vettori vs. Holland               | 10.04.2021 | Las Vegas    | Bonus za występ wieczoru. |
| Przegrana | 17-1 (1) | Guram Kutateladze (11-2)          | Decyzja (niejednogłośna)                                            | 3     | 5:00 | UFC Fight Night: Ortega vs. The Korean Zombie | 17.10.2020 | Abu Zabi     | Debiut w UFC. Bonus za walkę wieczoru. |
| Wygrana   | 17-0 (1) | Marian Ziółkowski (21-7-1. 1 NC)  | Decyzja (jednogłośna)                                               | 5     | 5:00 | KSW 54: Gamrot vs. Ziółkowski                 | 29.08.2020 | Warszawa     | Obronił pas międzynarodowego mistrza KSW w wadze lekkiej. Main Event |
| Wygrana   | 16-0 (1) | Norman Parke (28-6-1. 1 NC)       | TKO (niezdolność do kontynuowania walki – przerwanie przez lekarza) | 3     | 3:02 | KSW 53: Reborn                                | 11.07.2020 | Warszawa     | Północnoirlandczyk nie wykonał wagi i walka nie toczyła się o pas. Main Event |
| Wygrana   | 15-0 (1) | Kleber Koike Erbst (24-4-1)       | Decyzja (jednogłośna)                                               | 5     | 5:00 | KSW 46: Narkun vs. Khalidov 2                 | 01.12.2018 | Gliwice      | Zdobył pas międzynarodowego mistrza KSW w wadze piórkowej. Co-Main Event |
| Wygrana   | 14-0 (1) | Grzegorz Szulakowski (9-1)        | Poddanie (americana)                                                | 4     | 4:15 | KSW 42: Khalidov vs. Narkun                   | 03.03.2018 | Łódź         | Obronił pas międzynarodowego mistrza KSW w wadze lekkiej. |
| Nieodbyta | 13-0 (1) | Norman Parke (23-6-1)             | No contest (przypadkowe faule w oczy)                               | 2     | 4:15 | KSW 40: Dublin                                | 22.10.2017 | Dublin       | Północnoirlandczyk nie wykonał wagi i walka nie toczyła się o pas. Walka została przerwana po kolejnym faulu Gamrota (palce w oczy Parke’a), który został uznany przez sędziego za nieumyślny. Co-Main Event |
| Wygrana   | 13-0     | Norman Parke (23-5-1)             | Decyzja (jednogłośna)                                               | 3     | 5:00 | KSW 39: Colosseum                             | 27.05.2017 | Warszawa     | Obronił pas mistrzowski KSW wadze lekkiej. |
| Wygrana   | 12-0     | Renato Gomes Gabriel (20-8)       | Poddanie (dźwignia skrętowa na nogę)                                | 2     | 3:46 | KSW 36: Trzy Korony                           | 01.10.2016 | Zielona Góra | Obronił pas mistrzowski KSW wadze lekkiej. |
| Wygrana   | 11-0     | Mansour Barnaoui (12-3)           | Decyzja (jednogłośna)                                               | 3     | 5:00 | KSW 35: Khalidov vs. Karaoglu                 | 27.05.2016 | Gdańsk/Sopot | Zdobył pas mistrzowski KSW wadze lekkiej. Bonus za walkę wieczoru |
| Wygrana   | 10-0     | Marif Pirajew (18-0-1)            | TKO (ciosy pięściami)                                               | 2     | 3:21 | KSW 32: Road to Wembley                       | 31.10.2015 | Londyn       | |
| Wygrana   | 9-0      | Rodrigo Cavalheiro Correia (16-3) | TKO (ciosy pięściami)                                               | 3     | 4:54 | KSW 30: Genesis                               | 21.02.2015 | Poznań       | Bonus za nokaut wieczoru. |
| Wygrana   | 8-0      | Łukasz Chlewicki (12-3-1)         | Decyzja (jednogłośna)                                               | 3     | 5:00 | KSW 29: Reload                                | 06.12.2014 | Kraków       | |
| Wygrana   | 7-0      | Tim Newman (13-4)                 | Poddanie (dźwignia skrętowa na staw skokowy)                        | 1     | 1:37 | Cage Warriors Fighting Championship 72        | 13.09.2014 | Newport      | |
| Wygrana   | 6-0      | Jefferson George (4-2)            | Decyzja (jednogłośna)                                               | 3     | 5:00 | KSW 27: Cage Time                             | 17.05.2014 | Gdańsk/Sopot | |
| Wygrana   | 5-0      | Andre Winner (16-7-1)             | Decyzja (jednogłośna)                                               | 3     | 5:00 | KSW 24: Starcie Gigantów                      | 28.09.2013 | Łódź         | |
| Wygrana   | 4-0      | Mateusz Zawadzki (9-1-1)          | TKO (przerwanie przez narożnik)                                     | 2     | 5:00 | KSW 23: Królewskie Rozdanie                   | 08.06.2013 | Gdańsk/Sopot | Debiut w KSW |
| Wygrana   | 3-0      | Tomas Deak (6-6)                  | Decyzja (jednogłośna)                                               | 2     | 5:00 | XFS – Night of Champions 5                    | 22.10.2012 | Poznań       | Co-Main Event |
| Wygrana   | 2-0      | Tomasz Matuszewski (1-1)          | Poddanie (duszenie gilotynowe)                                      | 1     | 1:11 | XFS – Night of Champions 4                    | 21.04.2012 | Poznań       | Main Event |
| Wygrana   | 1-0      | Arbi Szamajew (1-0)               | TKO (przerwanie przez lekarza)                                      | 2     | 3:57 | XFS – Night of Champions 3                    | 04.02.2012 | Poznań       | |